# طواف أبو ظبي
طواف أبوظبي هو سباق دراجات هوائية للرجال في دولة الإمارات العربية المتحدة، كان يقام سنويًا بين عامي 2015 و2018. وفي عام 2019، اندمج طواف أبوظبي مع طواف دبي ليشكل طواف الإمارات.

## المسار
تتكون النسختان الأوليان من السباق من أربع مراحل، ثلاثة منها على أرض منبسطة ومناسبة للعدائين وواحدة على قمة جبل وهي جبل حفيت. المرحلة النهائية هي سباق حلبة حول مضمار سباق السيارات في حلبة مرسى ياس والذي يقام عند غروب الشمس، كما هو الحال في سباق جائزة أبو ظبي الكبرى.

## تاريخ

### قائمة الفائزين
| السنة | الفائز             | الثاني         | الثالث         |
| ----- | ------------------ | -------------- | -------------- |
| 2015  | استيبان تشافيس     | فابيو آرو      | ووت بويلس      |
| 2016  | تانيل كانجيرت      | نيكولاس روش    | دييغو يليسي    |
| 2017  | روي كوستا          | النر زكرين     | توم دومولين    |
| 2018  | أليخاندرو بالبيردي | ويلكو كيليرمان | ميغل أنغل لوبز |

## وصلات خارجية
- الموقع الرسمي